# 富舍克魯亞
富舍克魯亞是阿爾巴尼亞都拉斯州的城鎮，在2015年地方政府改革时成为克鲁亚的一个行政分区。人口数量为18,477人（2011年）。
美國前總統乔治·沃克·布什曾在2007年6月10日到訪該鎮。